# Mellitella
Mellitella is een geslacht van zee-egels uit de familie Mellitidae.

## Soorten
- Mellitella stokesii (L. Agassiz, 1841)